# Брегалница (футбольный клуб, Штип)
«Брегалница» — македонский футбольный клуб представляющий в чемпионате своей страны город Штип. Клуб основан в 1921 году, домашним стадионом клуба, является стадион «Градски», вмещающий 4000 зрителей. В Первой лиге Македонии клуб провёл в общей сложности 8 сезонов, дебютным из которых был сезон 1992/93, в сезоне 1996/97 клуб добился и наивысшего результата в чемпионатах Македонии, в своей истории, заняв 6-е место. Лучшим результатом клуба в Кубке Македонии, является выход в полуфинал в сезоне 2005/06. Во время существования союзной Югославии «Брегалница» 4 раза побеждала в чемпионатах республики Македония, в 1964, 1967, 1976 и 1984 годах.